# バゴリーノ
バゴリーノ（伊: Bagolino）は、イタリア共和国ロンバルディア州ブレシア県にある、人口約3,800人の基礎自治体（コムーネ）。
Carnevale di Bagolinoという独特のマスクを着けて踊るカーニバルと、アルプス牛の乳から作られるハードタイプのバゴスチーズ(Bagòss)の産地として知られる。

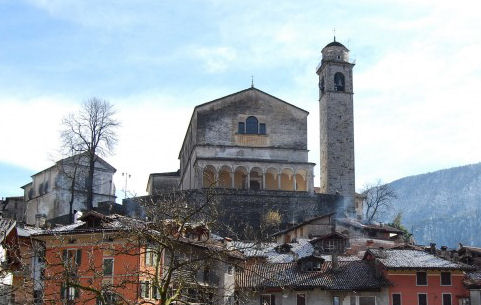
聖ジョルジョ教会
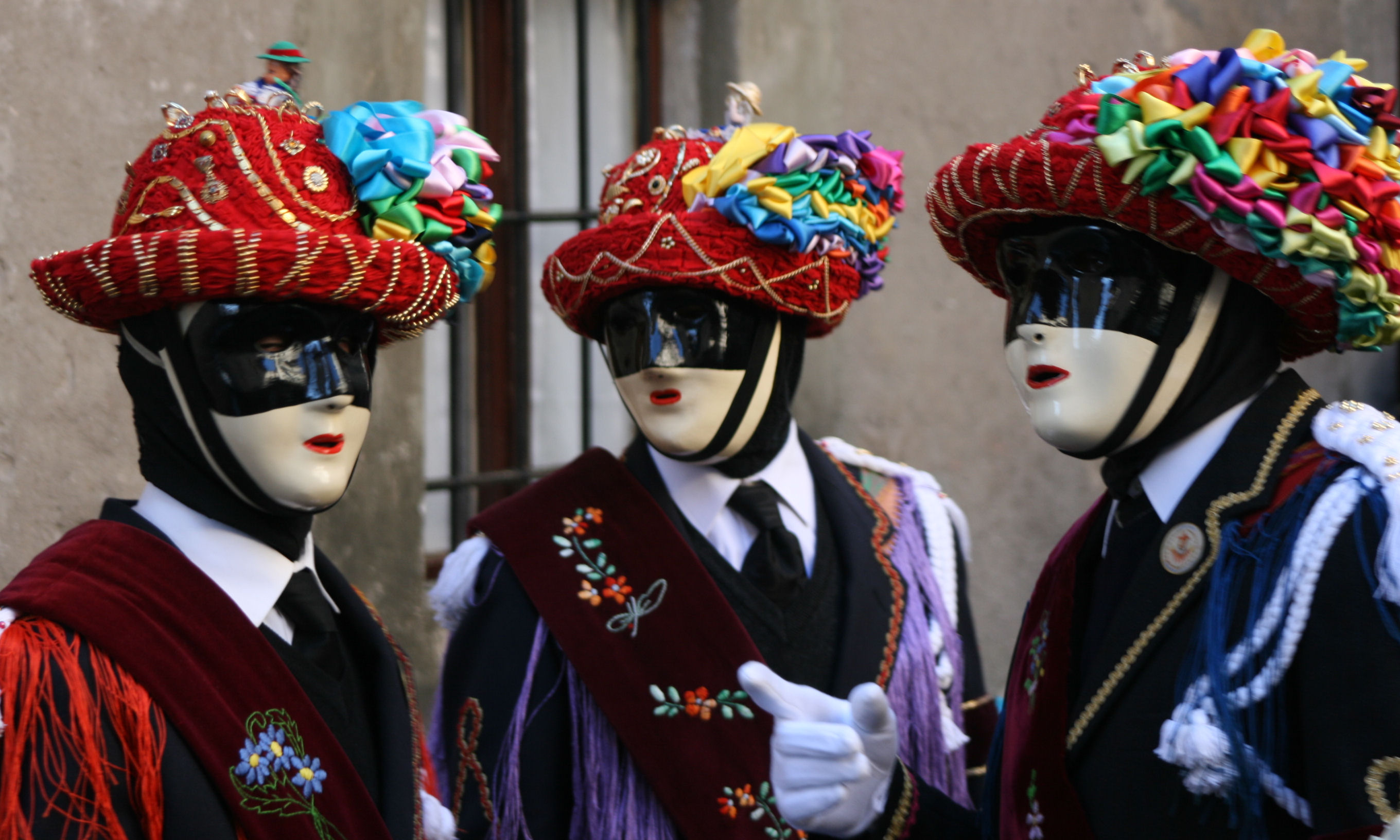
バゴリーノのカーニバルで用いられる典型的なマスク

## 地理

### 位置・広がり

#### 隣接コムーネ
隣接するコムーネは以下の通り。括弧内のTNはトレント自治県所属を示す。
- アンフォ
- ビエンノ
- ボンドーネ (TN)
- ボルゴ・キエーゼ (TN)
- ブレーノ
- コッリオ
- イドロ
- ラヴェノーネ
- ストーロ (TN)

### 地震分類
イタリアの地震リスク階級 (it) では、3 に分類される
。

## 行政

### 分離集落
バゴリーノには、以下の分離集落（フラツィオーネ）がある。
- Cerreto, Ponte Caffaro, Valle Dorizzo

### 山岳部共同体
広域行政組織である山岳部共同体「ヴァッレ・サッビア山岳部共同体」 (it:Comunità montana della Valle Sabbia) （事務所所在地: ヴェストーネ）を構成するコムーネの一つである。

## 姉妹都市
- エッティンゲン・イン・バイエルン、ドイツ 2000年
- Mozac、フランス 2009年